# Maurice Allais
Maurice Félix Charles Allais (31. května 1911 Paříž – 9. října 2010 tamtéž) byl francouzský ekonom, který v roce 1988 získal Cenu Švédské národní banky za rozvoj ekonomické vědy na památku Alfreda Nobela za „přínos k teorii trhu a efektivního využívání zdrojů“. Vystudoval École Polytechnique. Zabýval se mimo jiné teorií rozhodování a měnovou politikou. Odmítal své práce překládat do angličtiny, takže mnoho jeho významných objevů se dostalo k většinové anglofonní veřejnosti až po nezávislém znovuobjevení anglicky mluvícími ekonomy.
Mimo ekonomie se Allais v letech 1952 až 1960 věnoval i fyzice, konkrétně studoval gravitaci, speciální teorii relativity a elektromagnetismus.